# Kàlia
Kàlia (hebreu: קליה‎) és un assentament israelià i un quibuts situat a Cisjordània. Es va establir l'any 1929 en la costa nord de la mar Morta, a 360 metres sota el nivell del mar. És a pocs quilòmetres d'on l'any 1947 es van descobrir els Manuscrits de la mar Morta. La comunitat internacional considera que els assentaments israelians en els territoris palestins de Cisjordània, són il·legals segons el dret internacional, però el govern israelià ho nega.